# Tuoxing Shuiku
Tuoxing Shuiku är en reservoar i Kina. Den ligger i provinsen Hainan, i den södra delen av landet, omkring 210 kilometer sydväst om provinshuvudstaden Haikou. Tuoxing Shuiku ligger 53 meter över havet. Arean är 2,5 kvadratkilometer. Omgivningarna runt Tuoxing Shuiku är en mosaik av jordbruksmark och naturlig växtlighet. Den sträcker sig 3,1 kilometer i nord-sydlig riktning, och 4,9 kilometer i öst-västlig riktning.
Genomsnittlig årsnederbörd är 1 491 millimeter. Den regnigaste månaden är augusti, med i genomsnitt 262 mm nederbörd, och den torraste är januari, med 11 mm nederbörd.